# Abba Abba
Abba Abba è un romanzo storico dello scrittore inglese Anthony Burgess (1917–1993) pubblicato originariamente in lingua inglese nel 1977.

## Trama
Il romanzo è diviso in due parti.

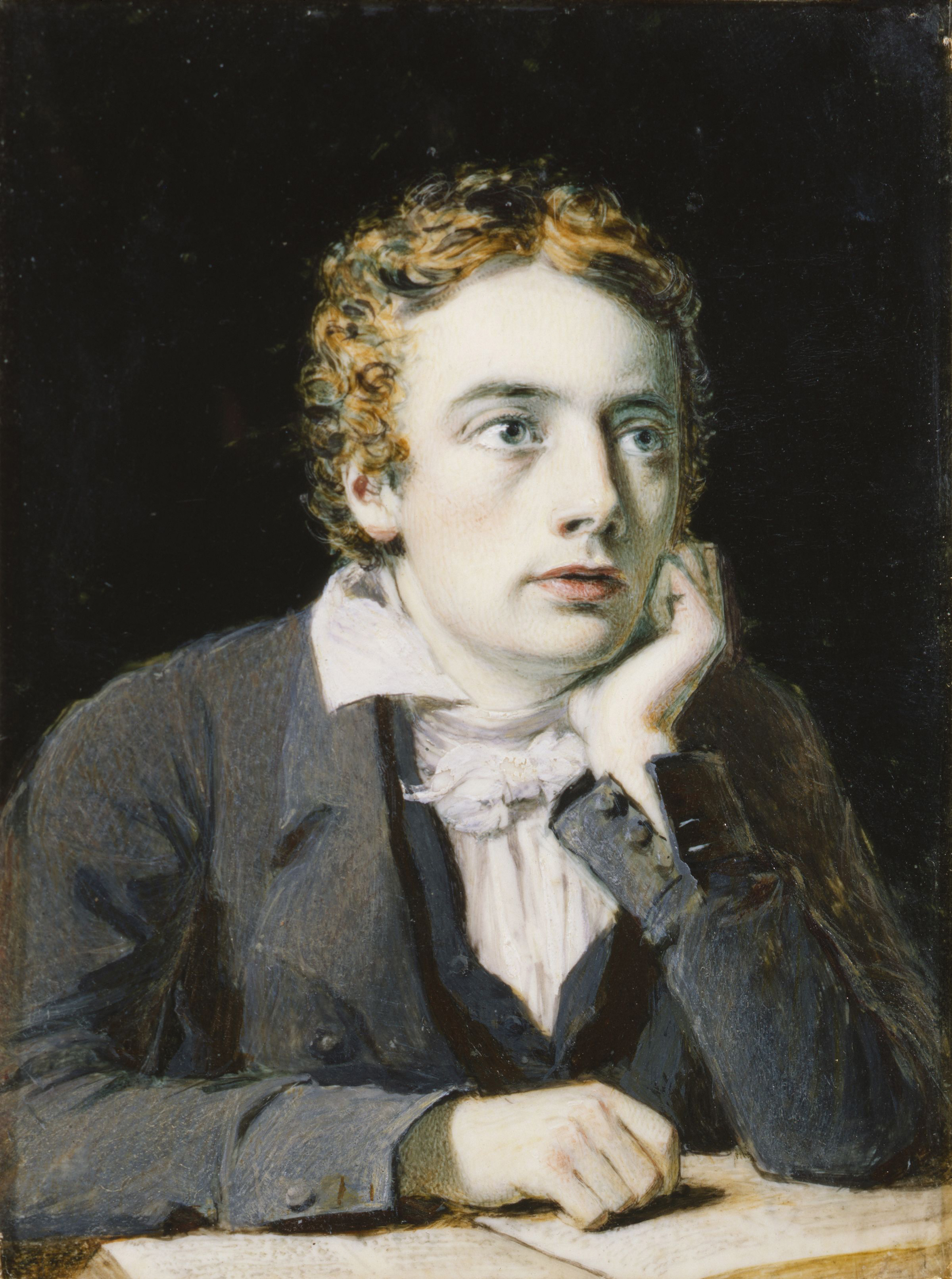
Joseph Severn, Ritratto di John Keats (1819)

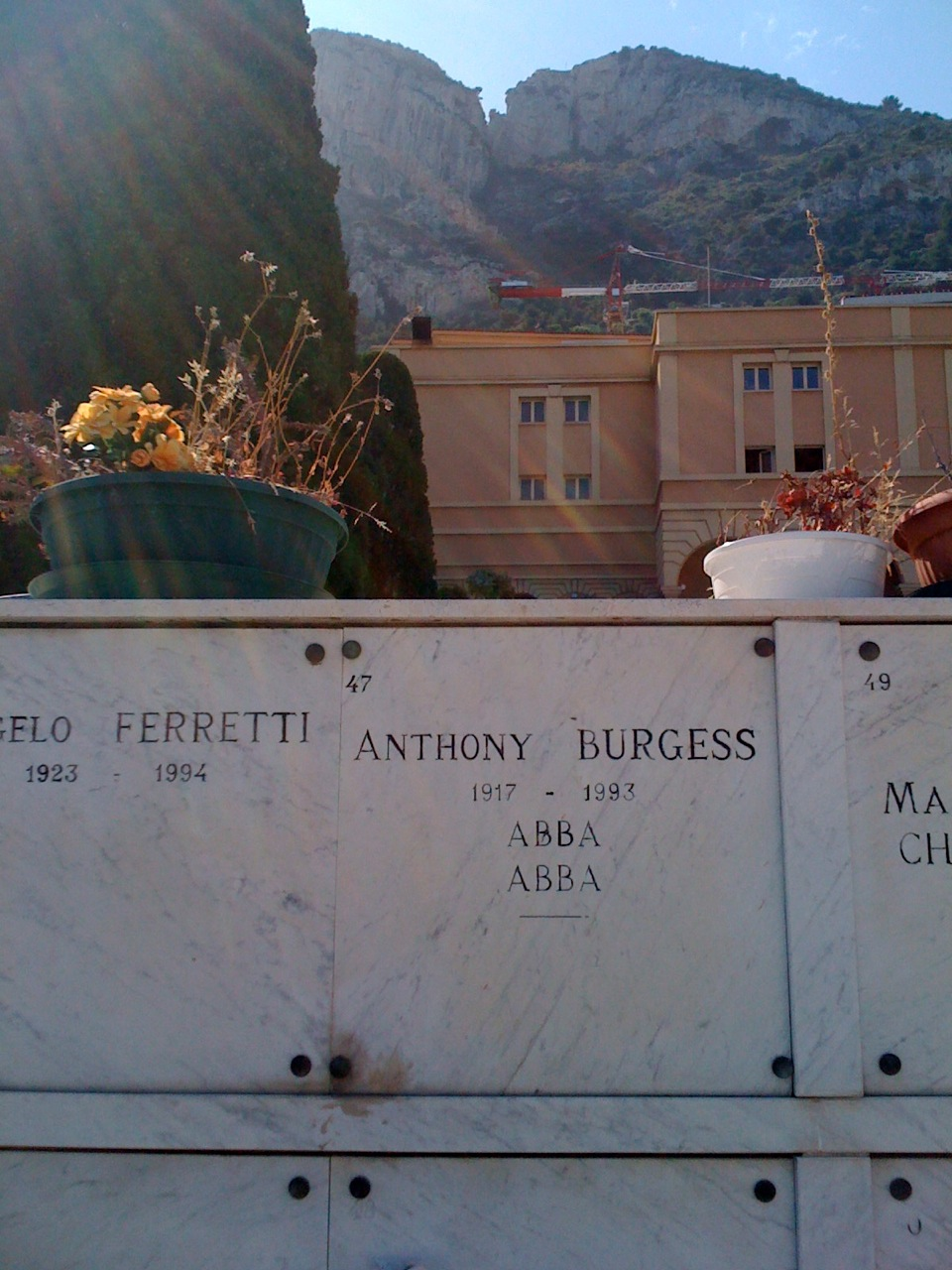
Tomba di Anthony Burgess a Monte Carlo, con la scritta "Abba Abba"

La prima parte tratta degli ultimi mesi della vita del poeta inglese John Keats a Roma, città nella quale è giunto nel novembre del 1820, in compagnia dell'amico Joseph Severn, nella speranza che il clima mite possa essere di beneficio alla loro salute, minata dalla tubercolosi. Nella prima parte del romanzo si immagina che Keats faccia la conoscenza di Giuseppe Gioachino Belli, e che i due poeti discutano sulla natura dell'arte. A fare tramite tra i due, i quali non possono comunicare direttamente poiché ignorano l'uno la lingua dell'altro, è il letterato italiano Giovanni Gulielmi, traduttore delle opere di Keats e buon amico di Belli. Sebbene in realtà nei primi anni venti dell'800 Giuseppe Gioachino Belli non avesse scritto ancora nessun sonetto in dialetto romanesco, nel romanzo Belli è già autore di un sonetto caudato simile al famoso "Er padre de li Santi".
La seconda parte è costituita da 73 sonetti romaneschi del Belli, scelti fra quelli di argomento biblico, tradotti nel dialetto del Lancashire da un certo Joseph Joachim Wilson ("J. J. Wilson"), discendente del letterato Giovanni Gulielmi visto nella prima parte del romanzo. I sonetti sono preceduti da una breve storia dei Gulielmi. Giovanni Gulielmi emigrò a Manchester nel 1832. Suo figlio Joseph Joachim Gulielmi divenne un musicista, mentre un figlio di quest'ultimo, John Joseph Gulielmi, anglicizzò il cognome Gulielmi in Wilson «durante un'ondata di sentimenti anti-italiani» in Inghilterra. Fu un figlio di John Joseph Wilson, Joseph Joachim Wilson, nato nel 1916, il quale dopo essere emigrato negli Stati Uniti d'America, decise di tradurre in un dialetto inglese i 2279 sonetti del Belli. J. J. Wilson, che fu un abile versificatore che si dedicò al genere del sonetto, si era proposto di tradurre un sonetto di Belli al giorno; ma il compito fu interrotto prematuramente dalla sua morte, avvenuta a New York ad opera di una banda di teppisti i quali lo massacrarono mentre stava rientrando nella sua abitazione. 

## Critica
L'opera di Anthony Burgess è ricca di metafore e riferimenti. Già nella prima parte del romanzo si spiega che "Abba" significa "padre" in lingua aramaica, mentre "ABBA ABBA" indica le rime incrociate dei primi otto versi del sonetto. Il nome italiano «Giovanni Gulielmi», nel romanzo il traduttore dei versi in lingua inglese di Keats in opere in prosa in lingua italiana, può essere tradotto in «John Wilson». Il nome del traduttore dei sonetti di Belli in lingua inglese, Joseph J. Wilson, corrisponde in parte al vero nome di Burgess (John A. Wilson), essendo infatti "Anthony Burgess" uno pseudonimo.
I 73 sonetti del Belli sono stati tradotti in lingua inglese da Burtgess con la collaborazione di Liliana Macellari, la moglie italiana del romanziere; secondo altre fonti, fu lei stessa a realizzarli.

## Edizioni
- Abba Abba, London: Faber & Faber, 1977
- Abba Abba, a cura di Salvatore Marano, Roma: Biblioteca del Vascello, 1999, ISBN 88-7227-914-3